# Użhorod (stacja kolejowa)
Użhorod (ukr. Ужгород, węg. Ungvár, cz. Užhorod) – stacja kolejowa w Użhorodzie, w obwodzie zakarpackim, na Ukrainie. Znajdują się tu 3 perony. Położona jest na linii Sambor – Czop.

## Historia
Stacja powstała, gdy tereny te należały do Austro-Węgier i początkowo nazywała się Ungvár. W okresie przynależności tych okolic do Czechosłowacji nosiła nazwę Užhorod.